# Grapsus grapsus
Grapsus grapsus  (лат.) — вид крабов, широко распространённый на южноамериканском тихоокеанском побережье, включая Мексику и Центральную Америку на севере. Во множестве обитает также на расположенных в Тихом океане Галапагосских островах, где называется zayapa. Вид можно встретить также и в Атлантике на отдаленной группе островов Сан-Паулу.
Молодые крабы окрашены в чёрный цвет, в то время как взрослые особи отличаются коричневато-красноватой окраской. Крабы питаются водорослями и падалью, выброшенными на берег морем. До 1990 года животных относили к виду Grapsus adscensionis, который обитает только в восточной части Атлантики.